# Pavel Solovjev
Dr. Pavel Aleksandrovitsj Solovjev (Russisch:Павел Александрович Соловьёв) (Alechino, Oblast Ivanovo, 26 juni 1917 – Perm, 13 oktober 1996) was een ontwerper van vliegtuigmotoren van de Sovjet-Unie, onder meer voor de Toepolev Tu-124 en de Mikojan-Goerevitsj MiG-31.
Na evacuatie van het Luchtvaartinstituut van Rybinsk in 1940 werkte hij voort in Perm. In 1953 volgde hij Arkadi Sjvetsov op als hoofd van experimenteel constructiebureau 19, nu deel van Aviadvigatel.

## Onderscheidingen
- Leninprijs (1978)
- Staatsprijs van de Sovjet-Unie (1968)
- Held van de Socialistische Arbeid (Sovjet-Unie) (1966)
- vier Leninorden
- Orde van de Oktoberrevolutie
- Orde van de Rode Banier
- Orde van de Rode Ster (Sovjet-Unie)
- Medaille voor waardevolle arbeid

Hij was drie keer afgevaardigde in de Opperste Sovjet van de Unie van Socialistische Sovjetrepublieken.
In Perm is een straat naar hem genoemd.
In Rybinsk staat een monument voor hem.